# Jerzy Hausleber
Jerzy Hausleber, nacido como Jerzy Karol Hausleber Roszezewska, (1 de agosto de 1930, Vilna-Gdansk, Polonia; 13 de marzo de 2014, Ciudad de México, Distrito Federal.) fue un atleta polaco, entrenador de marcha atlética de equipos mexicanos por casi 40 años, nacionalizado mexicano en 1993. Se le considera el padre de la marcha atlética en México, país al que llegó como entrenador en 1966 desde su Polonia natal, para revolucionar esa especialidad en México.
Jerzy Hausleber formó parte del Ejército de Polonia durante la Segunda Guerra Mundial a la edad de 14 años.
En Polonia, Hausleber fue campeón en marcha en 10 km en 1954 y 1955 y en 30 km en 1955, además de en los 20 km en 1959, mientras que fue subcampeón de 20 km en 1958.
En el Campeonato Europeo de Atletismo de 1958 en Estocolmo alcanzó el puesto 12º en los 20 km. Su mejor marca la registró en los 20 km con 01:34.46 el 22-08-1959 en Gdansk, Polonia. Después de concluir con su etapa activa de marchador se calificó como entrenador en marcha atlética.
En 1966 fue a México, donde dirigió como entrenador hasta el 2004 a los mejores atletas de la marcha atlética mexicana. Hausleber llegó a México como entrenador de intercambio para apoyar la marcha olímpica de los Juegos Olímpicos de México 1968. El resultado fue tan exitoso que su contrato se prolongó para los Juegos Olímpicos de Múnich 1972.
Bajo su mando como entrenador el equipo de marcha atlética mexicano ganó nueve medallas olímpicas, tres de oro, cuatro de plata y dos de bronce. Entre los que se puede contar a los ganadores de medallas olímpicas y preseas internacionales: ”El Sargento” (México 1968), Daniel Bautista Rocha (Montreal 1976), Ernesto Canto, ”El Matemático” (ambos medallistas en Los Ángeles 1984) (aunque a Raúl González no lo entrenó directamente para esos juegos), Carlos Mercenario (Barcelona 1992), Bernardo Segura (Atlanta 1996), Joel Sánchez Guerrero  y Noé Hernández ambos en podio en Sídney 2000.
En 1993 el Presidente de los Estados Unidos Mexicanos le otorgó el Águila Azteca, la más alta condecoración que se puede otorgar a extranjeros distinguidos por sus servicios a la nación mexicana. En ese mismo 1993 accedió a la nacionalidad mexicana.
El Profr. Hausleber fue innovador de los entrenamientos a gran altura, a 4,000 m en el Lago Titicaca, Bolivia, en búsqueda de que el deportista produjera más glóbulos rojos. Este entrenamiento tiene por consecuencia que los marchistas mexicanos llegaran a las competencias con mayor oxigenación. Con la aplicación de esta medida en la preparación de los atletas mexicanos, considera que hay una mejoría de un 3 a 4 % en los marchistas de 20 kilómetros y del orden del 6 al 8 % para los especialistas de 50 kilómetros de caminata. Por su puesto, muchos imitaron su trabajo. Las nuevas generaciones de marchistas mexicanos siguen la escuela que desarrolló Hausleber.
.
Su legado se mide en hacer popular el deporte de marcha olímpica, así como nueve medallas en Juegos Olímpicos de Verano, y 118 preseas ganadas por marchistas mexicanos en competencias internacionales del más alto nivel. Siendo un deporte exitoso en México, sólo detrás de Rusia y Alemania.
En los libros de los récords, los marchistas mexicanos han mejorado los tiempos en 15 veces para las distancias de 20 km y 50 km. Domingo Colin y Raúl González Guerrero fueron los primeros hombres en romper la barrera del tiempo 1:20 horas y 3:50 horas respectivamente. Bernardo Segura obtuvo para México el récord mundial de 20 km con 1:17.25.6 (Bergen, 1994).
En el campo femenino María Guadalupe Sánchez obtuvo el 5° lugar en los Juegos Olímpicos de Sídney de 2000, mientras que Graciela Mendoza conquistó la medalla de plata en la Copa Mundial 1993.
El 13 de marzo de 2014 falleció en la Cd. de México víctima de problemas del corazón.

## Honores
El auditorio de la Escuela Nacional de Entrenadores Deportivos (ENED) y la pista del Centro Nacional de Desarrollo de Talentos Deportivos y Alto Rendimiento (CNAR) llevan el nombre en honor de Jerzy Hausleber.
Premio Nacional de Deportes de México en 1995 y 2011.
Aunque el Premio de 2011 lo rechazó porque de acuerdo al reglamento del Premio a los acreedores a un segundo premio se les omite el premio monetario de 577 mil pesos mexicanos.